# スキャンダル!
『スキャンダル!』 は、Twitterでキャスト、スタッフを募集し製作された日本初の映画製作プロジェクトTWICINE（ツイシネ）の第一弾作品の名称。ミュージカル映画。
2010年7月に最初のつぶやきが発信されてから、全国から賛同者が集まり、2011年に完成。スタッフ、キャストだけでなく、当時すでに閉館の決まっていた渋谷のシアターTSUTAYAも撮影場所として賛同。製作途中でも、企画会議などをUstreamで放映したソーシャルな試みが話題となった作品。
2012年、「第45回　ヒューストン国際映画祭」のショート（Work in Progress）部門でグランプリにあたるプラチナアワードを獲得。